# William Butler Yeats

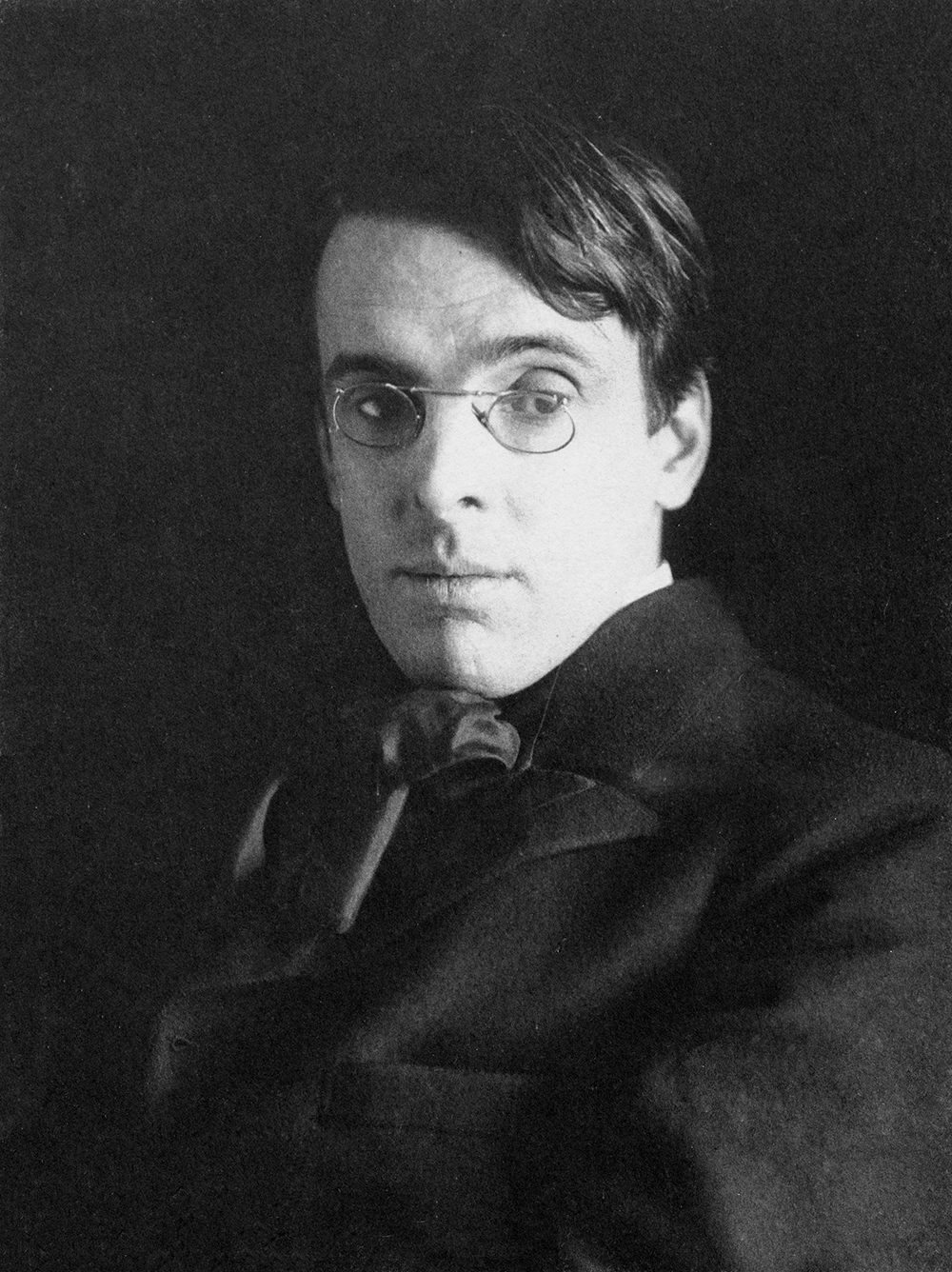
William Butler Yeats (1903)

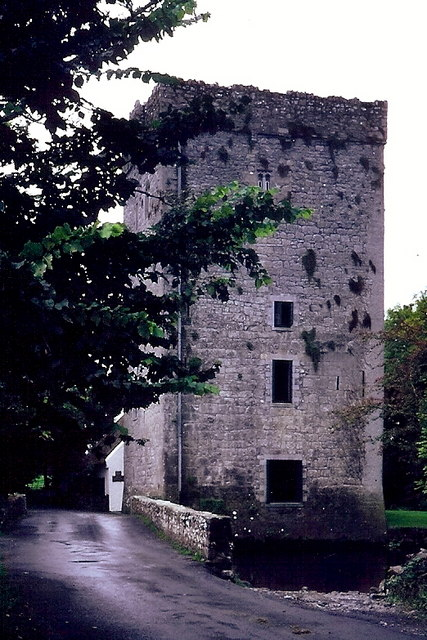
Thoor Ballylee – 12 Jahre Wohnung von Yeats

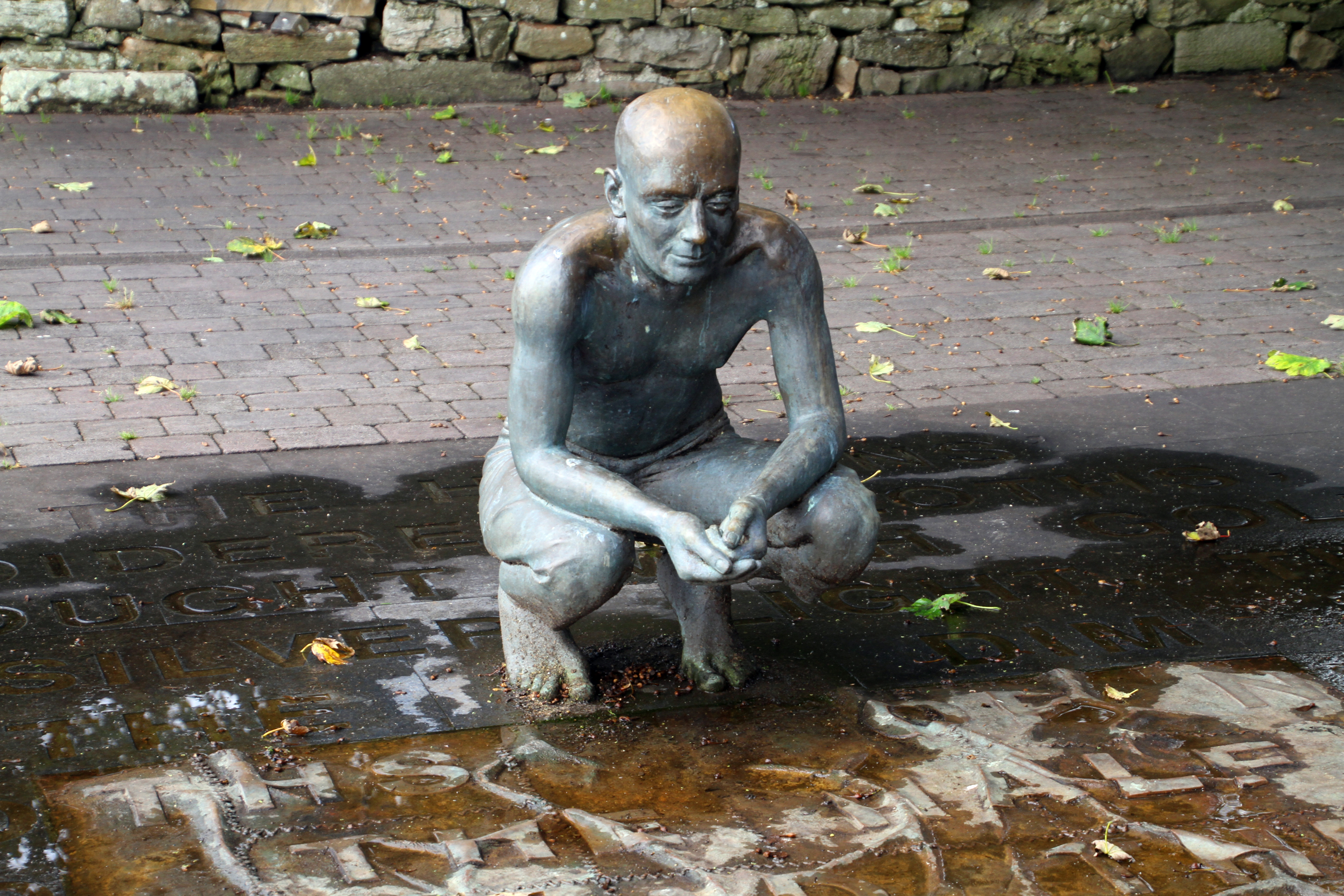
Yeats-Gedenkstätte in Drumcliff

William Butler Yeats [jeɪts] (* 13. Juni 1865 in Sandymount, County Dublin; † 28. Januar 1939 in Menton, Frankreich) war ein irischer Dichter. Er gilt als einer der bedeutendsten englischsprachigen Schriftsteller des 20. Jahrhunderts. 1923 erhielt er als erster Ire den Literaturnobelpreis. Er war der Bruder des Künstlers und Autors Jack Butler Yeats (1871–1957) und der Vater des Politikers Michael Yeats (1921–2007). Seine Schwestern waren Elizabeth Yeats (1868–1940) und Susan Mary Yeats (1866–1949).
William Butler Yeats war Förderer der irischen Renaissance und schloss sich zeitweise einer revolutionären Bewegung an. 1899 gründete er gemeinsam mit Lady Gregory und Edward Martyn das Irish Literary Theatre. Aus diesem Projekt ging 1904 das Abbey Theatre, das irische Nationaltheater, hervor. Yeats war einige Zeit später für zwei Amtsperioden Senator.
Als Schriftsteller ließ sich Yeats von alten irischen Vorbildern, keltischer Mythologie und traditionellen englischen Dichtern wie etwa Blake, Shakespeare oder Shelley beeinflussen. Er schuf eine „national-irische, mythisch-mystische, oft symbolische Dichtung“. Seine frühen Gedichte können der englischen bzw. irischen Romantik zugeordnet werden. Im Zeitalter der Moderne verfasste Yeats zunehmend auch mehrere moderne Gedichte, die sein herausragendes Spätwerk markieren. Teilweise heißt es, dass er seine größten literarischen Arbeiten erst nach dem Erhalt des Nobelpreises verfasste.
Yeats’ Einfluss als ein Künstler, der zeitlebens um den angemessenen ästhetischen Ausdruck für eine „gründlich aus den Fugen geratene Welt“ rang, reicht dabei weit über die irische Literatur hinaus. In seinen Werken zeigt er eine „erstaunliche Wandlungs- und Steigerungsfähigkeit“, die ihn zum „schlechthin repräsentativen Dichter zwischen 1890 und 1940“ macht. Neben dem Romancier James Joyce gilt Yeats häufig als größter irischer Literat dieser Epoche.

## Leben
William Butler Yeats war der Sohn von John Butler Yeats (1839–1922), einem Anwalt, der sich der Porträtmalerei zugewandt hatte. Seine Mutter Susan Pollexfen (1841–1900) entstammte einer reichen Handelsfamilie. Er verbrachte die Kindheit bei seinen Großeltern mütterlicherseits in Sligo, die Schulausbildung erhielt er in London und in Dublin. Nach einem Kunststudium in Dublin wandte er sich ab 1880 der Literatur zu. Während der Semesterferien in der Heimat begeisterte er sich für das Erbe der irischen Kultur. Yeats war Protestant und wuchs in einem von Religionskämpfen zwischen Katholiken und Protestanten zerrissenen Land auf; er neigte weder der einen noch der anderen Seite zu. Yeats schloss Freundschaft mit Oscar Wilde, der ihn mit dem französischen Symbolismus bekannt machte. Seitdem setzte sich Yeats besonders für die englischsprachige irische Literatur ein.
Als die Familie 1887 wieder nach London zog, wurde er Schriftsteller und beschäftigte sich eingehend mit der englischen Romantik (insbesondere mit Shelley und Blake) sowie mit dem Hinduismus und der Mystik und trat der Theosophischen Gesellschaft bei. Dort lernte er deren Gründerin Helena Blavatsky kennen. 1890 wurde er Mitglied der „diskreten magischen Gesellschaft“ Hermetic Order of the Golden Dawn, wechselte ab 1903 zum Stella Matutina, einer Nachfolgeorganisation des Golden Dawn, und wurde 1911 zum Imperator des Amoun-Tempels in London gewählt. Sein Ordensname war Daemon est deus inversus („Der Dämon ist ein umgedrehter Gott“). In seinem Essay Magie heißt es:

„Ich glaube an die Vision des Wahren in den Tiefen des Geistes, wenn die Augen geschlossen sind.“

Eins seiner bekanntesten Gedichte heißt The Wanderings of Oisin (1889), veröffentlicht im gleichnamigen Gedichtband. In diesem Gedicht preist der junge Yeats den heidnischen Barden Ossian, dessen Lebensphasen allegorischen Räumen wie beispielsweise der Insel der Jugend zugeordnet werden.
Manche der Dichtungen Yeats’ wurden Volkslieder, beispielsweise Down by the Salley Gardens im Band Crossways (1889). Das Zeitalter des Positivismus stieß ihn ab – er wollte Visionär sein und schwelgte in symbolischen Bildern.
Bei einem seiner Aufenthalte in Irland lernte Yeats 1899 die Schauspielerin und irische Freiheitskämpferin Maud Gonne kennen und verliebte sich in sie. Sie bewunderte ihn zwar, erwiderte jedoch seine Zuneigung keineswegs. Auch wegen seiner Leidenschaft für Maud Gonne schloss Yeats sich den irischen Nationalisten an. In der Uraufführung seines Schauspiels Cathleen ni Houlihan im Jahr 1902 spielte Gonne die Titelrolle. Sein vergebliches Werben um Maud Gonne verarbeitet Yeats in seinen Gedichten vor allem im keltischen Zauber und den Allegorisierungen von The Wind among the Reeds.

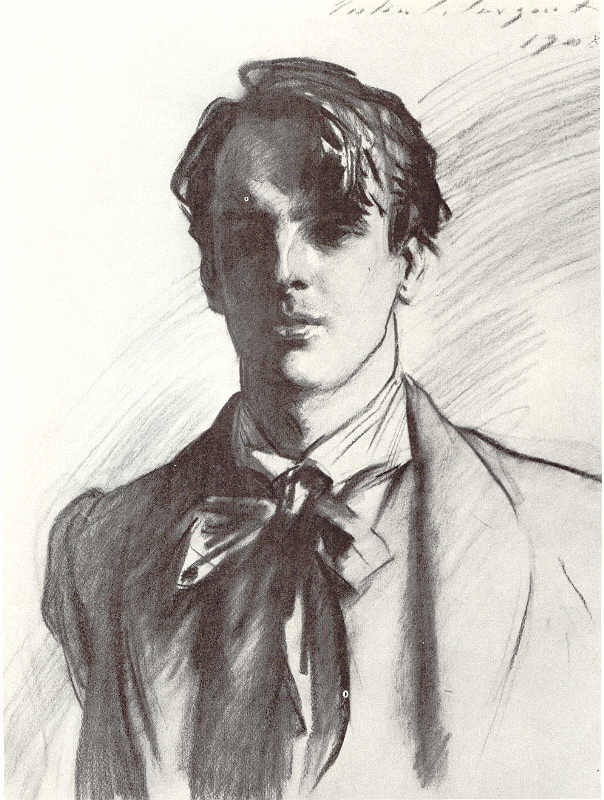
William Butler Yeats (1908), Bleistiftzeichnung von John Singer Sargent

1896 ging er nach Irland zurück. Mit irischen Intellektuellen traf er sich häufig bei Oliver St. John Gogarty auf Dunguaire Castle oder auf Coole Park, dem Landsitz der irischen Schriftstellerin Lady Gregory, die er später auf Reisen auf den Kontinent begleitete. Er erwarb 1916 den Rest einer Normannenburg in der Nähe von Coole Park und wohnte zwölf Jahre lang in „Thoor Ballylee“ am Cloon River bei Gort. Dort schrieb er The Winding Stair und The Tower Poems.
Ebenso ritzte er in einen Tisch folgenden Spruch ein:
I, the poet William Yeats,

With old mill boards and sea-green slates,

And smithy work from the Gort forge,

Restored this tower for my wife George;

And may these characters remain

When all is ruin once again.
1902 gründete er mit Unterstützung von Lady Gregory, William und Frank Fay sowie später zusätzlich Annie Horniman und der Schauspielerin Florence Farr die Irish National Theatre Society, aus der im Dezember 1904 das Dubliner Abbey Theatre, das spätere irische Nationaltheater, entstand, und leitete es bis 1936. Für das Repertoire des Theaters schrieb er selbst, gewann als Autor aber auch u. a. John Millington Synge.
Ab 1913 lebte Yeats für einige Zeit in Sussex. Ezra Pound war sein Sekretär und machte ihn mit fernöstlicher Literatur (Lyrik und Dramen) bekannt. 1917 heiratete er Georgie Hyde-Lees, die gleichfalls okkultistische Interessen hatte. Dieser Ehe entstammen zwei Kinder: Anne (1919–2001) und Michael Yeats (1922–2007).

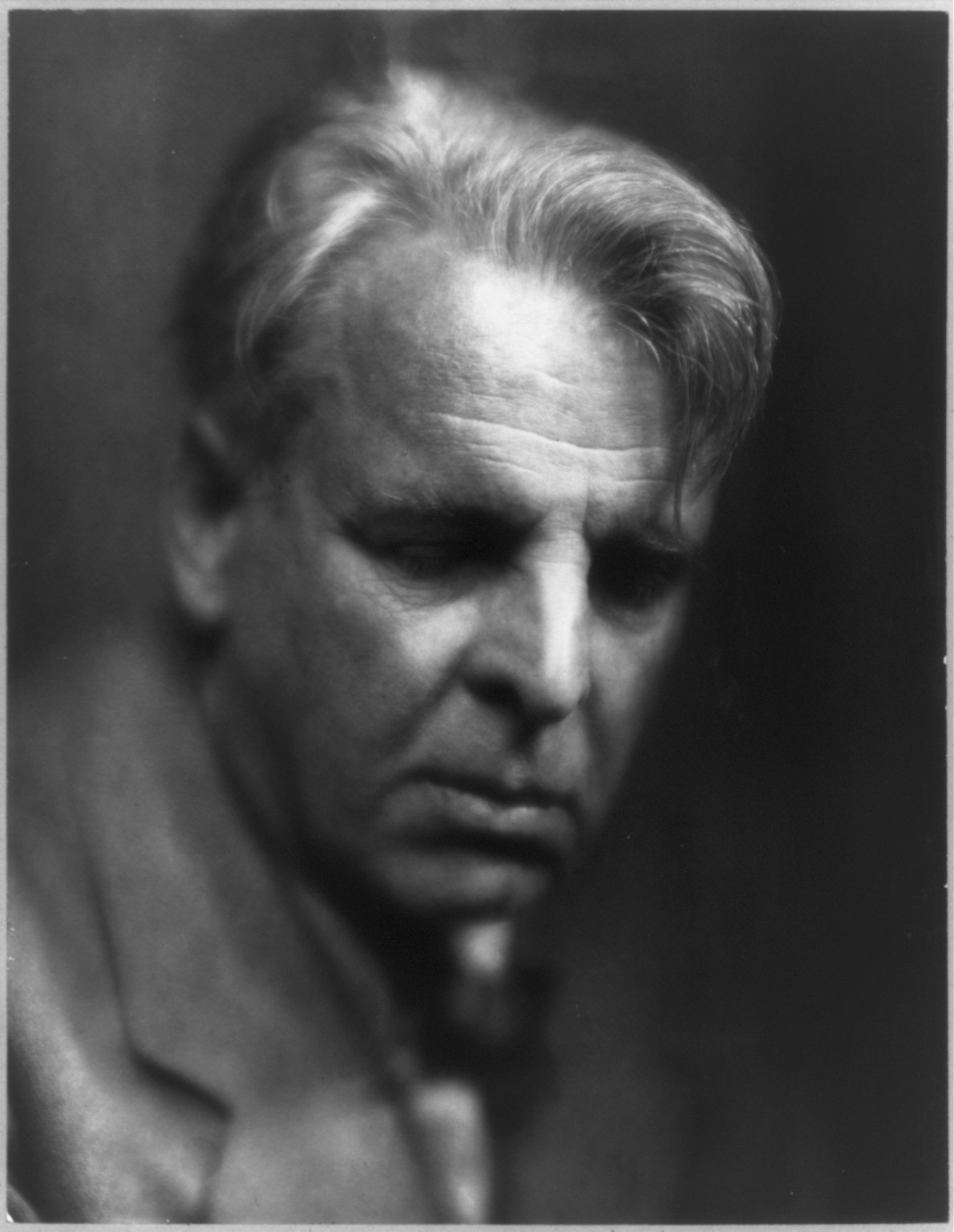
William Butler Yeats 1933

Den Dubliner Osteraufstand von 1916 kommentierte Yeats in dem Gedicht Easter 1916, das 1921 in der Sammlung Michael Robartes and the Dancer erschien. In dem ernsten Gedicht erinnert er an die irischen Freiheitskämpfer mit den Worten:
Alles änderte sich vollständig.

Furchtbare Schönheit entstand.
Nach der Errichtung des Irischen Freistaats war er von 1922 bis 1928 Mitglied des Irischen Senats.
Yeats schrieb Prosa, Lyrik, Dramen und Essays. 1923 wurde ihm der Nobelpreis für Literatur verliehen „für seine stets von hoher Eingebung getragenen Dichtungen, die in vollendeter Gestalt das Wesen seines Volkes zum Ausdruck bringen.“
1923 zog er sich aus den Ordensaktivitäten des Stella Matutina zurück und trat aus dem Orden aus.
Am 28. Januar 1939 starb William Butler Yeats im Hôtel Idéal Séjour in Menton und wurde in Roquebrune-Cap-Martin begraben.
Im Jahr 1948 wurde er nach Drumcliff umgebettet; dort war sein Großvater Superintendent der Church of Ireland gewesen. Der Ort liegt etwa 6 km nördlich von Sligo in einer pittoresken Landschaft, die heute Yeats Country genannt wird und nach eigenen Aussagen sein Schaffen maßgeblich prägte.

## Werk und Philosophie
Yeats war – besonders als Leiter des Abbey Theatre – einer der Initiatoren der Renaissance der irischen Dichtung. Seine Versdramen sind zunächst dem Stil Shakespeares verpflichtet, und seine frühe Lyrik wurde von Charles Baudelaire und Paul Verlaine beeinflusst. In romantischen Stimmungsbildern schilderte er die alten Kelten und ihre Mythen, wie er sie sah. Seine Werke dieser Zeit sind gekennzeichnet von verträumter Atmosphäre und irischer Folklore aus der Sammlung seiner Freundin und Vertrauten Lady Gregory. Yeats veröffentlichte zwei Sammlungen irischer Märchen und Sagen: 1888, Fairy and Folk Tales of the Irish Peasantry; 1892, Irish Fairy Tales.
Yeats war der erste, der eine Gesamtausgabe der Werke des englischen Dichters und Malers William Blake herausgab, und zwar zusammen mit Edwin Ellis, einem Freund seines Vaters. Die beiden begannen ihre Arbeit an der Ausgabe 1889 und konnten das Werk 1893 in London veröffentlichen.
Yeats hatte irrtümlicherweise angenommen, Blake habe selber irische Wurzeln. Was Blake für Yeats so anziehend machte, waren u. a. Blakes Abneigung gegenüber dem Materialismus und die Art und Weise, wie Blake speziell in seinen prophetischen Werken einen großen Raum eröffnete, in dem er mit den Geistern des alten, keltischen Britanniens kommunizierte und aus der Tiefe seines Geistes mythologische Figuren erschuf. Yeats sah darin ein mögliches Vorbild für eine kommende irische Literatur.
Nach 1891 reifte in ihm die Überzeugung, irische Kultur – besonders Literatur – müsse den politischen Kampf unterstützen, wenn nicht ersetzen. Dazu allerdings müsse sie weniger romantisch-mystisch, sondern klar und direkt sein. Etwa von 1909 an wandelte er seinen Stil: Auch wenn dieser komplex blieb, wurde er härter, und es kamen theoretisch-philosophische Elemente hinzu. Die vier Einakter von 1921 über den keltischen Helden Cú Chulainn, als Four Plays for Dancers zusammengefasst, sind stark vom japanischen No-Theater beeinflusst. Es sind hoch stilisierte Stücke für Aufführungen auf kleiner Bühne; der Autor verwendet Gesang, Masken, Tanz und Chor. So gestaltete er poetische Dramen, in deren radikal neuem Stil sich Realismus und politischer Mythos zu symbolgeladenen Traumwelten vereinen.
Je älter Yeats wurde, desto produktiver wurde er. Hervorzuheben sind seine Gedichte The Wild Swans at Coole von 1917, The Tower von 1928 (so benannt nach „Thoor Ballylee“) und schließlich The Winding Stair von 1929. In diesen späteren Gedichten wird Yeats’ Sprache zunehmend kraftvoller; die Bilder werden konkreter und die Symbolik umfassender. Während in seinem lyrischen Frühwerk die starke Anziehung zu spüren ist, die das „Geisterlicht der keltischen Dämmerung“ auf ihn ausübte und seinen Gedichten zunächst eine wirklichkeitsferne Stimmung von romantischer Trauer und heldischer Größe verlieh, überwindet er in seinem weiteren Werk diese „spätromantische Rhetorik der Sehnsucht“ seiner ersten Schaffensphase. Dennoch schränkt die neu gewonnene Lebensnähe keinesfalls seine dichterische und bilderstiftende Phantasie ein. Zunehmend erschließt sich ihm der Mythos zugleich als symbolträchtiger Ausdruck der Ereignisse seiner Zeit. Damit verknüpft ist gleichermaßen der Übergang von irischen zu griechischen Mythen, in denen Yeats seine sich immer stärker ausprägende Auffassung von der zyklischen Wiederkehr alles Geschehenen deutlicher vorgebildet sieht.
Seine Philosophie legte er in der Prosaschrift A Vision (1925, überarbeitete Ausgabe von 1937) dar, die er gemeinsam mit seiner Frau verfasste. Noch mit über 70 Jahren verblüffte und begeisterte er sein Publikum mit den Gedichtsammlungen New Poems und Last Poems and Two Plays.
Wertvolle Informationen über Yeats’ Denken vermitteln seine autobiographischen Werke Autobiographies von 1927 und Dramatis Personae von 1936. Sein Symbolismus ist nicht leicht zu verstehen; seine Liebe zu nordeuropäischen und griechischen Mythen, seine Bewunderung für Platon und den Neuplatonismus, sein starkes Interesse an Magie – seine Ehefrau Georgie soll medial veranlagt gewesen sein –, Mythologie und Alchimie bestimmten seine Ideenwelten. Er war überzeugt von der zyklischen Wiederkehr der geschichtlichen Erscheinungen. Auch seine archetypischen Bilder in den verschiedenen Alterswerken kehren wieder, verschmelzen und vervielfältigen sich.
Yeats unterlegt vor allem in späten Jahren seine Dichtung mit einem System der Welt- und Geschichtsdeutung, in dem okkulte und mystische Lehren zu einer persönlichen Weltanschauung verschmelzen. In A Vision, an Explanation of Life Founded upon the Writings of Giraldus and upon certain Doctrines Attributed to Kusta Ben Luka (1925, neu ediert 1937) erläutert Yeats seine Überzeugung, dass der zweitausendjährige Zyklus, der mit Christus begann und in der Kultur von Byzanz um 1000 n. Chr. seinen Höhepunkt fand, in der gegenwärtigen Zeit apokalyptisch zu Ende geht. In Yeats’ Dramatik findet der Widerstand gegen das moderne Chaos („the chaos of the world“) seinen Ausdruck in der Rückkehr des Poetischen, Heroischen, Feierlichen oder Einfachen. Aus seiner Sicht verkleinern nämlich der Naturalismus und der bürgerliche Realismus den Menschen und seine Möglichkeiten. Der Betrachtung des Menschen als Produkt komplexer gesellschaftlicher oder geschichtlicher Umstände stellt Yeats in seinen poetischen Tragödien, die in der sagenumwobenen irischen Vorzeit spielen, gleichsam in modellhafter Klarheit oder Vereinfachung menschliche Grundgegebenheiten wie Liebe, Mut, Hass, Treue oder Eifersucht bzw. Verrat und Ehre gegenüber; seine Helden und Heldinnen treffen ihre Entscheidungen gegen die Zwänge widriger Umstände und setzen diese dann ungeachtet aller Widerstände durch.
Dieses Weltbild, das Yeats’ dramatisches Werk prägte, stieß allerdings nicht auf das Wohlwollen der katholischen Nationalisten in Irland und befremdete auch zahlreiche Literaturkritiker, die Yeats’ literarische Qualitäten eher in seinen Werken als Lyriker denn als Dramatiker sahen.

## Werke (Auswahl)

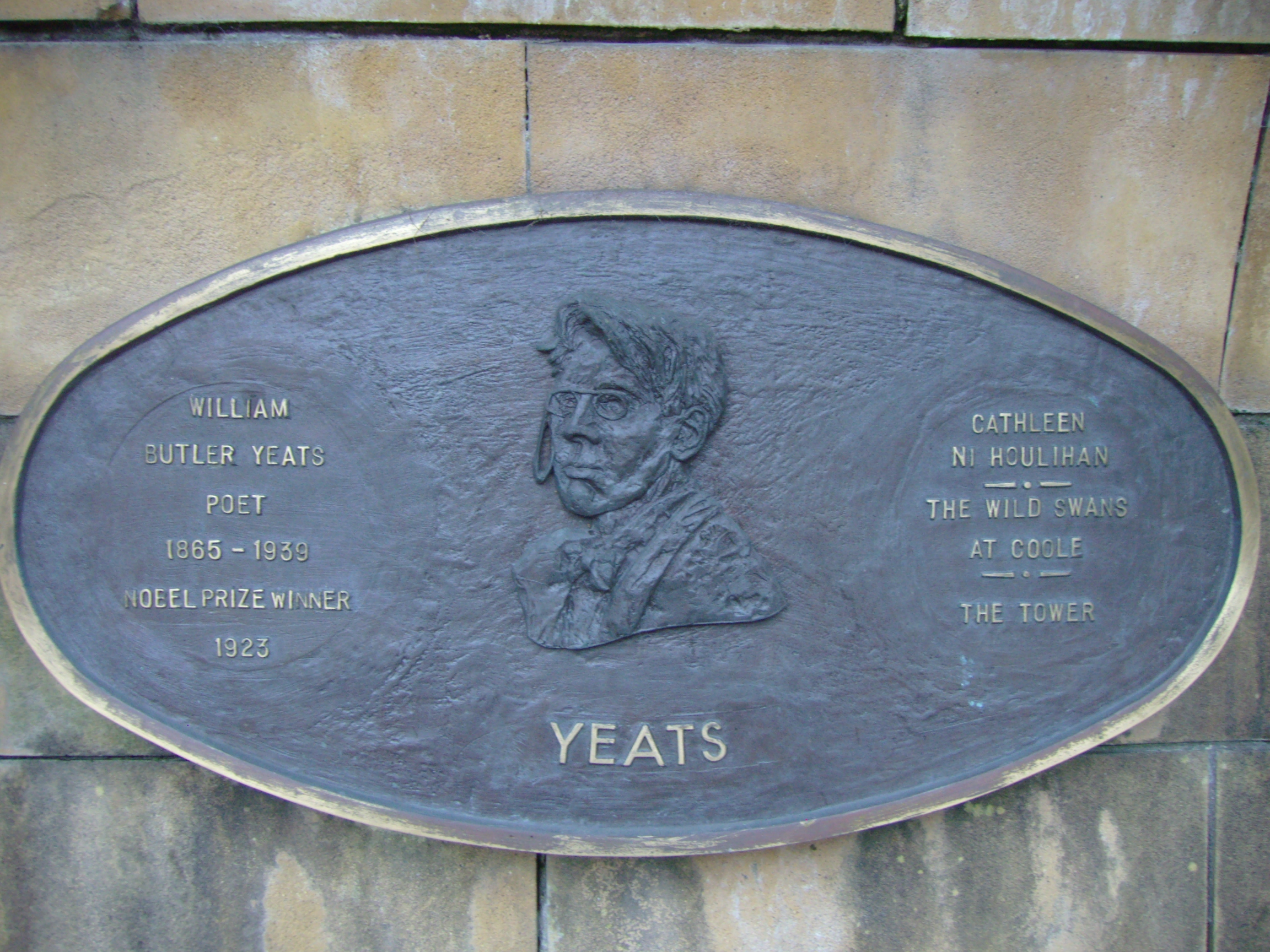
Gedenkplakette im Saint Patrick’s Park, Dublin. Als Hauptwerke werden genannt: Cathleen ni Houlihan, The Wild Swans at Coole und The Tower.

- The Wanderings of Oisin and Other Poems (1889), dt.: Oisins Wanderung
- The Celtic Twilight (1893)
- The Lake Isle of Innisfree (1893)
- The land of heart’s desire (1894)
- The secret rose (1897)
- The Wind Among the Reeds (1899)
- Cathleen ni Houlihan (1902)
- Ideas of Good and Evil (1903)
- In the Seven Woods (1904)
- Discoveries (1907)
- Deirdre (1907)
- The green helmet (1910)
- Responsibilities and Other Poems (1914), dt.: Verantwortungen und andere Gedichte
- The Wild Swans at Coole (1917), dt.: Die wilden Schwäne auf Coole
- Four Plays for Dancers (1921)
- Four Years (1921)
- The Cat and the Moon (1924)
- A Vision (1925, 1937)
  - Eine Vision. Aus dem Englischen übersetzt und mit Anmerkungen versehen von Axel Monte. Kröner, Stuttgart 2014, ISBN 978-3-520-13801-9.
- Autobiographies (1926)
- The Tower (1928), dt.: Der Turm
- The Winding Stair and Other Poems (1929), dt.: Die Wendeltreppe und andere Gedichte
- Collected Plays (1934)

## Musikalische Rezeption
Auf dem Album HMS Donovan hat Donovan das Gedicht The Song of Wandering Aengus vertont. Auch Judy Collins singt eine Version dieses Gedichts, zu einer auf einer Volksweise basierenden Melodie unter dem Titel The Golden Apples of the Sun auf ihrer gleichnamigen, 1963 erschienenen LP. Auf ihrem 1971 erschienenen Album Livin’ ist eine von Hamilton Camp vertonte Version des Gedichts The Lake Isle of Innisfree zu hören. Ebenfalls auf The Lake Isle of Innisfree sowie auf No Second Troy basiert das Lied Yeats’ Grave auf dem Album No Need to Argue der irischen Rockgruppe The Cranberries.
Die amerikanische Songwriterin Joni Mitchell nahm auf ihrer LP Night Ride Home 1991 den Song Slouching Towards Bethlehem auf, der auf Yeats’ Gedicht The Second Coming beruht.
Später hat Angelo Branduardi William Butler Yeats mit einer musikalischen Bearbeitung einiger seiner Balladen und Gedichte ein besonderes Denkmal gesetzt. Dazu gehören u. a. To a Child Dancing in the Wind, The Fiddler of Dooney und The Lake Isle of Innisfree. Die Übersetzung ins Italienische besorgte Luisa Zappa Branduardi.
Loreena McKennitt vertonte das Gedicht The Two Trees auf ihrem Album The Mask and Mirror, das Gedicht Stolen Child auf dem Album Elemental sowie The Ballad of the Foxhunter auf dem Album Lost Souls. Carla Bruni sang Those Dancing Days Are Gone auf No Promises. Der irische Musiker Van Morrison vertonte auf seinem Album The Philosopher’s Stone 2 Yeats’ Gedicht Crazy Jane on God. Der Text des Liedes Dream of Death der finnischen Black-Metal-Band Circle of Ouroborus stammt von Yeats. Ebenfalls hat die amerikanische Black/Doom-Metal-Band Agalloch auf ihrem Album Of Stone, Wind and Pillor den Titel A Poem By Yeats veröffentlicht. Das deutsche Literatur-Folk-Duo Jo & Ben vertonte für das Album Jo & Ben play William Butler Yeats siebzehn Gedichte von Yeats. Auf dem Album An Appointment With Mr. Yeats der Waterboys aus dem Jahr 2011 sind ausschließlich Songs zu hören, die auf Gedichten des Lyrikers basieren. Das Album Like a Flame des Komponisten und Organisten Frederik Magle hat seinen Titel von Yeats’ Stück The Land of Heart’s Desire.
Die deutsche Folk-Band Faey und die deutsche Pagan-Folk-Gruppe Faun vertonten ebenfalls The Song of Wandering Aengus unter den Titeln Menuett (erschienen auf dem Album Luna, 2014) bzw. Golden Apples (erschienen auf dem gleichnamigen Album, 2015).
Der Progressive-Rock-Musiker Nad Sylvan veröffentlichte 2021 das Album Spiritus Mundi, auf dem er 9 Yeats-Gedichte vertonte.

## Rezeption in Literatur und Film

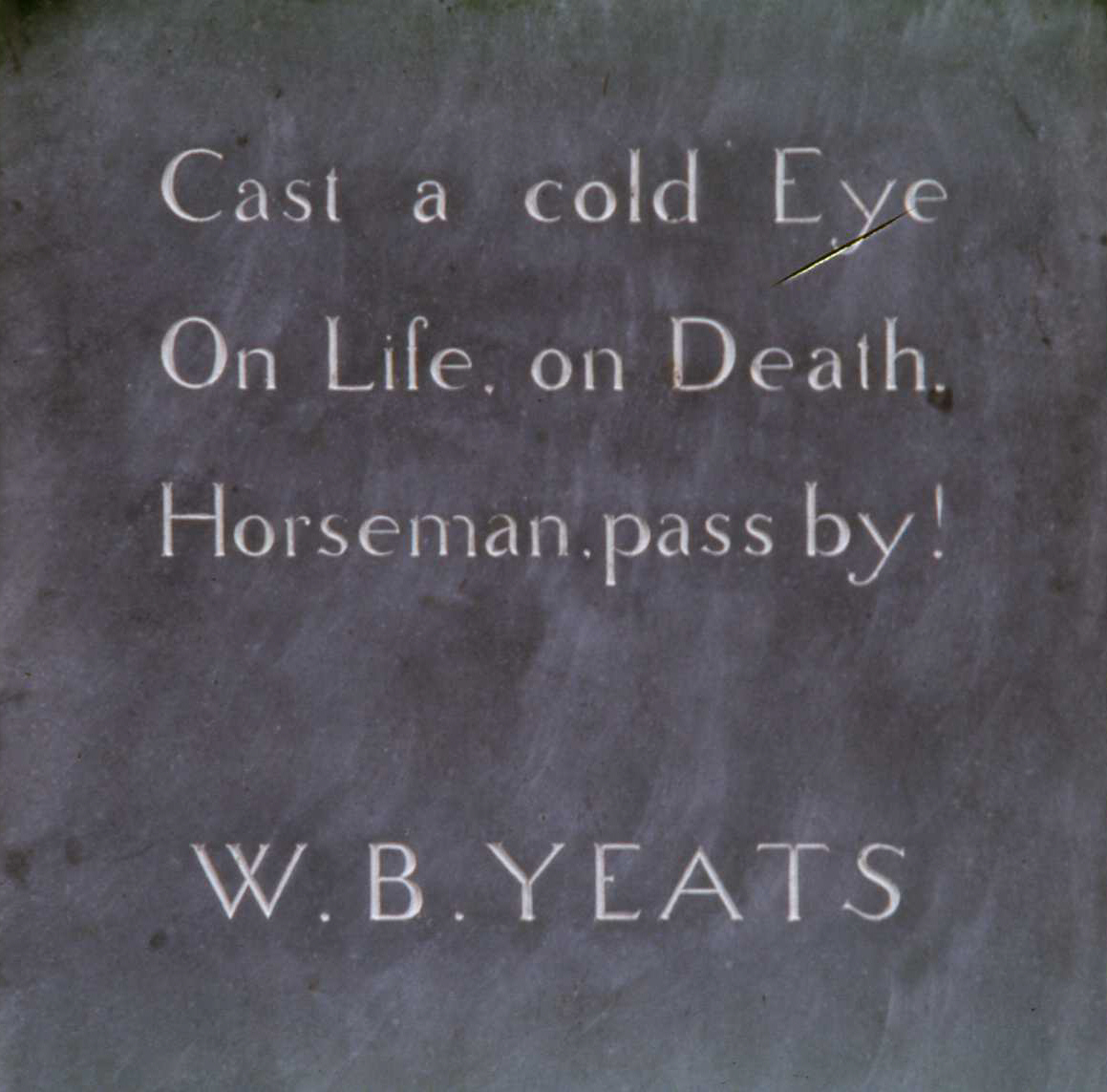
Grabstein in Drumcliff. Die Inschrift stammt aus dem Gedicht Under Ben Bulben, das Yeats am 4. September 1938 verfasst hat.

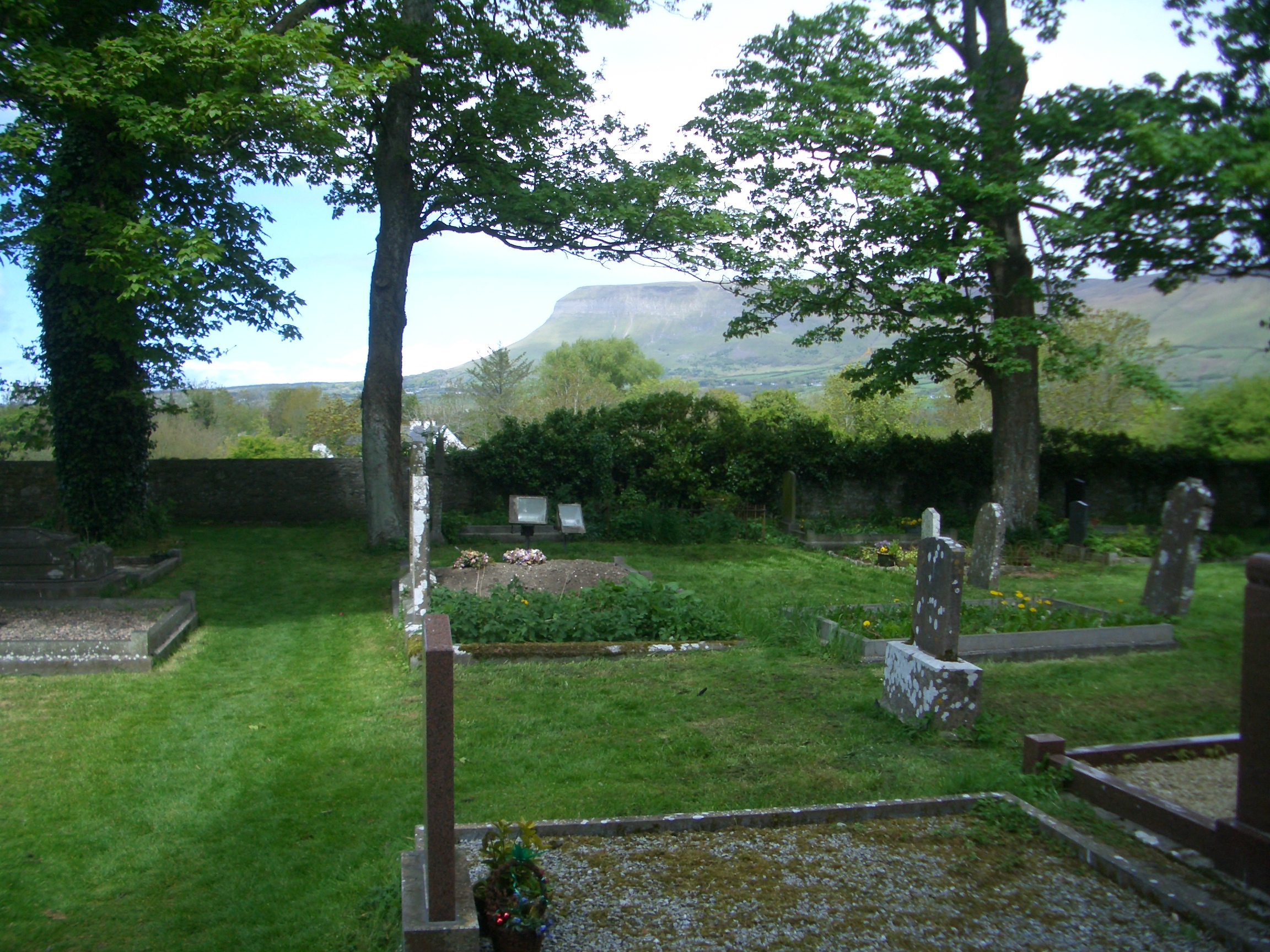
Friedhof von Drumcliff mit dem
Ben Bulben im Hintergrund

Wenige Wochen nach dem Tode Yeats’ veröffentlichte W. H. Auden als lyrische Hommage an den Verstorbenen und Totenklage am 8. März 1939 in der Zeitschrift The New Republican das Gedicht In Memory of W.B. Yeats. In dieser Elegie bringt Auden in symbolhaft-metaphorischer Form seine Überzeugung zum Ausdruck, dass der Augenblick des Todes Yeats’, den er als Lyriker sehr bewunderte und wertschätzte, einzig dessen Fortleben in seinen Bewunderern bedeute, mit denen er zu einer Identität über den Tod hinaus verschmelze:
The squares of his mind were empty,

Silence invaded the suburbs,

The current of his feeling failed: he became his admirers.

Now he is scattered among a hundred cities

And wholly given over to unfamiliar affections

...
In dem letzten Teil der Elegie Audens findet sich das eigentliche Grabgedicht mit seinem Abschied vom toten Dichter, der Gaia, der in der griechischen Mythologie personifizierten Erde, übergeben wird. Zugleich richtet Auden sodann als Form des Totengebetes bzw. der Totenbitte eine Paränese an die lebenden Dichter und lenkt den Blick auf die Welt des Hasses und der Dunkelheit kurze Zeit vor Ausbruch des Zweiten Weltkrieges, in der die Worte des toten Dichters aber weiter leben müssen.
Ezra Pounds Gedicht The Lake Isle ist eine Parodie auf Yeats’ Lake Isle of Innisfree (Die Seeinsel von Innisfree). Auch Heinrich Böll bezog sich auf Yeats und zitiert im Irischen Tagebuch eine deutsche Übersetzung der Inschrift auf dem Grabstein von Yeats in Drumcliff (aus der letzten Strophe von Under Ben Bulben). In der Otherland-Buchreihe wird An Irish Airman Foresees his Death zitiert. Der Titel von Cormac McCarthys Roman Kein Land für alte Männer und dessen Verfilmung No Country for Old Men ist ein Teil des ersten Verses von Sailing to Byzantium.
In dem Film Equilibrium gibt es eine Referenz zu Yeats durch ein Zitat aus seinem Gedicht He Wishes for the Cloths of Heaven:
Doch weil ich arm bin,

habe ich nur meine Träume.

Die Träume breite ich aus vor deinen Füßen.

Tritt leicht darauf,

du trittst auf meine Träume.
In Das zweite Erwachen der Christa Klages von Margarethe von Trotta (1978) wird Yeats’ Gedicht When You Are Old rezitiert, an einer Stelle im Film, an der Klages ihre Hoffnung und Energie verloren hat.
Der Titel des Romans Dancer From the Dance (1978) von Andrew Holleran ist der letzten Zeile von Yeats’ Gedicht Among School Children entnommen („How can we know the dancer from the dance?“).
Folge 3.1 der Fernsehserie Heroes trägt im Original den Titel The Second Coming (Deutsch: Die Wiederkehr). Über die letzten Szenen hinweg rezitiert eine der Figuren das gleichnamige Gedicht von Yeats in voller Länge (im Original Sendhil Ramamurthy, in der Synchronfassung Viktor Neumann).